# Самсун (провінція)
Самсу́н (тур. Samsun) — провінція в Туреччині, розташована в Чорноморському регіоні. Столиця — Самсун.

## Географія
З півночі територія ілу омивається водами Чорного моря.

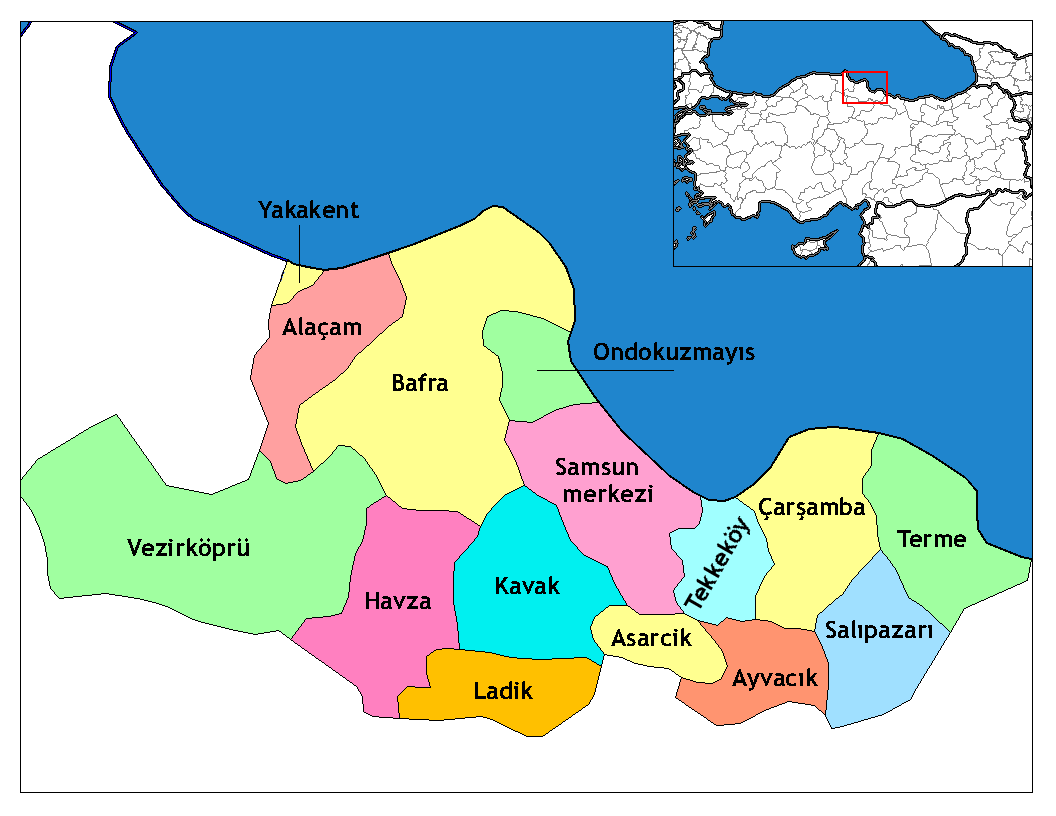
Райони ілу Самсун

## Економіка
Тютюнництво і тютюнова промисловість є основою економіки ілу. Також розвинені харчова і текстильна промисловості, тваринництво, садівництво, туризм.
Порт Самсун один з найбільших чорноморських портів Туреччини.
| Туреччина | Це незавершена стаття з географії Туреччини. Ви можете допомогти проєкту, виправивши або дописавши її. |